# Amphisbaena slateri
Amphisbaena slateri là một loài bò sát trong họ Amphisbaenidae. Loài này được Boulenger mô tả khoa học đầu tiên năm 1907.